# اندروز، شهرستان لوی، فلوریدا
اندروز، شهرستان لوی (به انگلیسی: Andrews) یک منطقهٔ مسکونی در ایالات متحده آمریکا است که در شهرستان لوی، فلوریدا واقع شده‌است. اندروز، شهرستان لوی ۱۴٫۸ کیلومتر مربع مساحت و ۷۹۸ نفر جمعیت دارد و ۱۵ متر بالاتر از سطح دریا واقع شده‌است.